# Air NZ Cup 2008
La Air NZ Cup 2008 fue la trigésimo tercera edición y tercera con el formato actual del principal torneo de rugby profesional de Nueva Zelanda. El campeón de dicha edición fue Canterbury, que lograba su octavo campeonato.

## Sistema de disputa
Los equipos enfrentan a los equipos restantes  disputando 10 encuentros, 
- Los ocho equipos con mejor clasificación al final de la fase de grupos clasifican a los cuartos de final buscando el título de la competición.

## Clasificación
- Clasificación[1]

| Pos. | Equipo           | Encuentros | Encuentros | Encuentros | Encuentros | Tantos | Tantos | Tantos | PB | PB | Puntos |
| Pos. | Equipo           | PJ         | PG         | PE         | PP         | F      | C      | Dif    | BO | BD | Puntos |
| ---- | ---------------- | ---------- | ---------- | ---------- | ---------- | ------ | ------ | ------ | -- | -- | ------ |
| 1.º  | Wellington       | 10         | 9          | 0          | 1          | 353    | 161    | +192   | 8  | 0  | 44     |
| 2.º  | Canterbury       | 10         | 9          | 0          | 1          | 270    | 101    | +169   | 5  | 1  | 42     |
| 3.º  | Hawke's Bay      | 10         | 7          | 0          | 3          | 265    | 183    | +82    | 5  | 1  | 34     |
| 4.º  | Bay of Plenty    | 10         | 6          | 0          | 4          | 185    | 152    | +33    | 2  | 3  | 28     |
| 5.º  | Southland        | 10         | 6          | 0          | 4          | 225    | 249    | -24    | 3  | 1  | 25     |
| 6.º  | Waikato          | 10         | 4          | 1          | 5          | 258    | 235    | +23    | 5  | 2  | 25     |
| 7.º  | Tasman           | 10         | 4          | 1          | 5          | 188    | 200    | -12    | 2  | 3  | 23     |
| 8.º  | Taranaki         | 10         | 4          | 1          | 5          | 201    | 209    | -8     | 3  | 2  | 23     |
| 9.º  | Northland        | 10         | 4          | 0          | 6          | 212    | 227    | -15    | 3  | 3  | 22     |
| 10.º | Otago            | 10         | 4          | 1          | 5          | 207    | 231    | -24    | 2  | 2  | 22     |
| 11.º | Auckland         | 10         | 5          | 0          | 5          | 149    | 193    | -44    | 2  | 0  | 22     |
| 12.º | North Harbour    | 10         | 3          | 0          | 7          | 225    | 285    | -61    | 3  | 4  | 19     |
| 13.º | Counties Manukau | 10         | 2          | 1          | 7          | 140    | 317    | -177   | 1  | 2  | 13     |
| 14.º | Manawatu         | 10         | 1          | 1          | 8          | 149    | 283    | -134   | 2  | 1  | 9      |

|  | Cuartos de final. |

### Semifinal
| 10 de octubre | Canterbury | 48 - 10 | Tasman |  |  |

| 12 de octubre | Hawke's Bay | 31 - 28 | Waikato |  |  |

| 11 de octubre | Wellington | 50 - 30 | Taranaki |  |  |

| 11 de octubre | Bay of Plenty | 11 - 45 | Southland |  |  |

| 18 de octubre | Canterbury | 31 - 21 | Hawke's Bay |  |  |

| 17 de octubre | Wellington | 28 - 19 | Southland |  |  |

### Final
| 25 de octubre | Wellington | 6 - 7 | Canterbury |  |  |

| Bandera de Nueva Zelanda |
| Campeón Canterbury       |
| Octavo título            |